# Ophidion barbatum
Ophidion barbatum, conhecido pelo nome comum de peixe-cobrelo, é uma espécie de peixe da família Ophidiidae. A sua área de distribuição corresponde ao Atlântico Oriental, desde o Sul da Inglaterra até ao Senegal e parte Norte do Mar Mediterrâneo. Ocorre na Zona Económica Exclusiva de Portugal.
É uma espécie de peixe marinho, demersal, de regiões subtropicais, que pode atingir 25 cm de comprimento.